# The Nightmare Before Christmas
The Nightmare Before Christmas (tiếng Việt: Đêm kinh hoàng trước Giáng sinh, thường được quảng bá với tên gọi Tim Burton's The Nightmare Before Christmas - dịch nghĩa tiếng Việt: Phim Đêm kinh hoàng trước Giáng sinh của Tim Burton) là phim điện ảnh hoạt hình stop-motion nhạc kịch kỳ ảo của Mỹ năm 1993 do Henry Selick làm đạo diễn và Tim Burton sản xuất/đồng biên kịch. Phim kể câu chuyện về Jack Skellington, một người sống ở "Thị trấn Halloween" đã vô tình mở được cánh cửa đến "Thị trấn Giáng sinh" và quyết định mang lễ hội ở đó về tổ chức tại thị trấn của mình; việc làm của anh đã dẫn đến nhiều hậu quả không ngờ mà cũng rất hài hước. Danny Elfman viết nhạc phim và thể hiện các ca khúc của nhân vật Jack trong phim cùng một số nhân vật phụ khác. Các diễn viên lồng tiếng chính cho bộ phim gồm Chris Sarandon, Catherine O'Hara, William Hickey, Ken Page, Paul Reubens và Glenn Shadix.
Ý tưởng cho The Nightmare Before Christmas khởi nguồn từ một bài thơ của Tim Burton viết năm 1982, khi ông còn làm họa sĩ hoạt hình tại Walt Disney Animation Studios. Với thành công của phim Vincent cùng năm đó, Walt Disney Studios bắt đầu xem xét tới việc phát triển The Nightmare Before Christmas thành một bộ phim ngắn hoặc một chương trình truyền hình 30 phút. Sau nhiều năm, ý nghĩ của Burton dần quay trở về với dự án này, và đến năm 1990, ông đã quyết định hợp tác với Disney để phát triển bộ phim này. Quá trình sản xuất phim bắt đầu vào tháng 7 năm 1991 ở San Francisco. Disney phát hành bộ phim dưới nhãn hiệu Touchstone Pictures của họ bởi cho rằng bộ phim "quá tối và đáng sợ với trẻ nhỏ."
The Nightmare Before Christmas nhận được đánh giá cao từ các nhà phê bình điện ảnh cũng như gặt hái thành công về thương mại. Sau đó phim được Walt Disney Pictures phát hành lại nhiều lần và còn được phát hành lại dưới định dạng Disney Digital 3-D hàng năm từ năm 2006 đến 2009, trở thành phim hoạt hình stop-motion đầu tiên trên thế giới được chuyển đổi hoàn toàn sang định dạng 3-D.

## Cốt truyện
Thị trấn Halloween (Halloween Town) là một thế giới kỳ ảo. Cư dân ở đó bao gồm các loài yêu quái biến dạng, quái vật, linh hồn, ma cà rồng, yêu tinh, ma sói và phù thủy, còn Jack Skellington (Vua Bí ngô - "The Pumpkin King") là người lãnh đạo việc tổ chức lễ Halloween hàng năm. Tuy nhiên, trong một lần tự bạch, Jack tiết lộ rằng anh đã chán ngấy việc tổ chức một buổi lễ lặp đi lặp lại năm này qua năm khác (ca khúc "Jack's Lament"). Trong khi chán nản, anh lang thang trong khu rừng ngoài nghĩa địa và tình cờ bắt gặp chín cánh cổng dẫn tới chín ngày lễ khác nhau và vô tình mở được cánh cửa tới "Thị trấn Giáng sinh" (Christmas Town). Ở đó cư dân có trách nhiệm tổ chức lễ Giáng sinh hàng năm dưới sự chỉ đạo của Ông già Noel (ca khúc "What's This"). Ấn tượng và trầm trồ với không khí và phong cách của ngày lễ này, Jack kể cho mọi người nghe những gì anh vừa được chứng kiến và trải qua (ca khúc "Town Meeting Song"). Tuy nhiên họ chẳng thể nào hiểu được những điều đó và cứ so sánh mọi thứ với lễ Halloween. Jack tuyên bố rằng thị trấn Halloween sẽ giành quyền tổ chức lễ Giáng sinh.
Quá thích thú với lễ Giáng sinh, Jack nảy ra ý định sẽ chiếm đoạt vai trò của Ông già Noel (ca khúc "Jack's Obsession"). Mỗi cư dân của thị trấn được giao cho một nhiệm vụ để tổ chức lễ hội (ca khúc "Making Christmas"); trong lúc đó, Sally, một cô gái búp bê làm từ giẻ cũ do một nhà bác học điên của thị trấn làm ra, bắt đầu đem lòng yêu Jack. Dù trong lòng luôn lo sợ rằng kế hoạch của Jack sẽ trở thành một thảm hoạ (ca khúc "Sally's Song"), nhưng Sally không tài nào thuyết phục được anh. Jack giao cho Lock, Shock và Barrel, bộ ba đứa trẻ tinh quái đi bắt Ông già Noel và mang về Thị trấn Halloween. Khác với ý muốn của Jack, để cho vui (ca khúc "Kidnap the Sandy Claws"), ba đứa trẻ lại mang Ông già Noel tới chỗ tên ba bị Oogie Boogie, kẻ rắp tâm hãm hại ông già Noel (ca khúc "Oogie Boogie's Song").
Khi lễ Giáng sinh tới, Sally  dùng sương để cản bước Jack nhưng không thành bởi chú chó ma Zero của Jack sở hữu chiếc mũi phát sáng. Thế là Zero dẫn đầu chiếc xe kéo hình quan tài giúp Jack bay đi phân phát cho trẻ em trên khắp thế giới. Nhưng những món quà của anh (gồm những chiếc đầu người co quắp, rắn ăn cây thông Nô-en, bí ngô có hình Jack trong hộp, gấu bông ma cà rồng, vịt đồ chơi có răng nhọn, vòng hoa thánh biết chuyển động, v.v...) khiến lũ trẻ sợ hãi. Các vị phụ huynh liền báo cảnh sát. Hệ thống báo động phòng không được kích hoạt, đèn pha soi sáng bầu trời giúp người ta định vị được Jack và bắn hạ anh bằng đại bác. Chiếc xe kéo đâm sầm xuống và người dân thị trấn Halloween tưởng rằng Jack đã chết, nhưng thực ra anh vẫn sống sót và hạ cánh ở một nghĩa địa. Mặc dù thất vọng vì kế hoạch đổ bể nhưng Jack nhanh chóng lấy lại tinh thần và nghĩ ra những ý tưởng mới cho mùa Halloween năm sau (ca khúc "Poor Jack"), đoạn anh vội vã trở về nhà.
Trong lúc ấy, Sally tìm cách giải thoát cho ông già Noel, nhưng bị Oogie bắt được. Jack lần xuống hang ổ của Oogie và cứu cả hai người. Oogie liên tiếp tung ra hết bẫy này đến bẫy khác để bắt Jack nhưng anh đều thoát được. Jack dùng tay rút những sợi chỉ khâu lớp vỏ ngoài của Oogie, khiến khối rắn rết và sâu bọ cấu thành nên cơ thể hắn trở nên rệu rã và lần lượt rớt xuống nham thạch, bị tiêu hủy. Ông già Noel mắng Jack vì những việc làm của anh rồi nhanh chóng ra đi để cứu vớt Giáng sinh.
Khi Jack trở về thị trấn Halloween thì cũng là lúc ông già Noel mang tuyết đến nơi này, nhằm tha thứ và giảng hòa với Jack. Tuyết rơi khiến các cư dân thấy bối rối và lạ lẫm, nhưng rồi nhanh chóng chuyển sang thích thú và chơi đùa một cách hào hứng. Trên đỉnh đồi ở nghĩa địa, Jack thổ lộ tình cảm với Sally và hai người trao nhau một nụ hôn (ca khúc "Finale/Reprise").

## Diễn viên và nhân vật

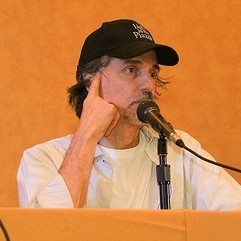
Chris Sarandon, người lồng tiếng nói cho Jack Skellington.

- Chris Sarandon trong vai Jack Skellington: Một bộ xương có biệt danh "Vua bí ngô" của Thị trấn Halloween. Anh sở hữu hồn ma một con chó tên là Zero. Zero có chiếc mũi jack-o'-lantern nhỏ phát sáng.
  - Danny Elfman, nhà soạn nhạc của bộ phim, thể hiện giọng hát của Jack. Ông cũng lồng tiếng cho nhân vật Barrel và "Chú hề có bộ mặt rách".
- Catherine O'Hara trong vai Sally: một sinh vật có bộ dạng giống một con búp bê giẻ rách do Finklestein tạo ra và là người yêu của Jack. O'Hara cũng đồng thời lồng tiếng cho nhân vật Shock. Burton và O'Hara trước đây đã cùng cộng tác trong phim Beetlejuice (1988).
- William Hickey trong vai Tiến sĩ Finklestein: một nhà khoa học điên và là "bố" của Sally.
- Glenn Shadix trong vai Thị trưởng của thị trấn Halloween: nhà lãnh đạo nhiệt tình, người lo nhiệm vụ tổ chức các buổi họp mặt thị trấn. Tâm trạng khác thường của anh ta thay đổi thường xuyên từ vui vẻ sang điên cuồng làm cho chiếc đầu của anh xoay liên tục để thay đổi giữa hai gương mặt "vui vẻ" và "buồn rầu"; giống như một số chính trị gia hay có tính hai mặt. Burton và Shadix trước đây từng cộng tác trong phim Beetlejuice.
- Ken Page trong vai Oogie Boogie: một ông ba bị độc ác ở thị trấn Halloween, có thú vui đánh bạc.
- Ed Ivory trong vai Ông già Noel: người đứng đầu thị trấn Giáng sinh. Ông già Noel có trách nhiệm tổ chức lễ Giáng sinh thường niên, vào dịp này ông mang quà đi phát cho trẻ em trên khắp thế giới.
- Paul Reubens trong vai Lock. Reubens và Burton trước đây từng cộng tác trong các phim Pee-wee's Big Adventure (1985) và Batman Returns (1992).

Dàn diễn viên ngoài ra còn có Kerry Katz, Carmen Twillie, Randy Crenshaw, Debi Durst, Joe Ranft, Sherwood Ball, và Greg Proops lồng tiếng cho nhiều nhân vật khác nhau. Patrick Stewart lồng tiếng cho nhân vật dẫn truyện ở đầu và cuối phim. Mặc dù không được sử dụng trong bản phim cuối, giọng lồng tiếng vẫn xuất hiện trong album nhạc phim.

## Sản xuất
Do tuổi thơ của nhà biên kịch Tim Burton ở Burbank, California gắn liền với cảm xúc cô đơn, nên ông luôn bị thu hút bởi những lễ hội xung quanh mình. "Bất kỳ khi nào có Giáng sinh hay Halloween, [...] mọi thứ thật tuyệt vời. Nó mang lại cho bạn những chất liệu mà bạn chưa từng thấy trước đây", Burton sau này nhớ lại. Sau khi hoàn thành phim ngắn Vincent vào năm 1982, vị họa sĩ Disney tương lai Burton viết một bài thơ dài ba trang có tiêu đề The Nightmare Before Christmas, lấy cảm hứng từ các chương trình truyền hình đặc biệt Rudolph the Red-Nosed Reindeer, How the Grinch Stole Christmas! và bài thơ A Visit from St. Nicholas. Burton dự định sẽ chuyển thể bài thơ thành một chương trình truyền hình đặc biệt với giọng dẫn chuyện của diễn viên ông yêu thích là Vincent Price, nhưng cũng cân nhắc một vài lựa chọn khác chẳng hạn như xuất bản thành sách dành cho thiếu nhi. Ông tạo ra bản vẽ khái niệm và các bảng truyện cho dự án của mình với sự giúp sức của Rick Heinrichs, người sau này cũng tham gia chạm trổ các mô hình nhân vật; Burton sau đó đã mang các sản phẩm đang dở dang này của mình và Heinrichs tới cho Henry Selick, người bấy giờ cũng đang là họa sĩ hoạt hình của Disney, xem. Sau thành công của Vincent năm 1982, Disney bắt đầu cân nhắc phát triển The Nightmare Before Christmas thành một phim ngắn hoặc một chương trình truyền hình đặc biệt dài 30 phút cho mùa lễ hội. Tuy nhiên, quá trình phát triển dự án cuối cùng đã bị tạm dừng, bởi sắc thái của truyện có vẻ "quá lạ lẫm" với sắc thái chung của các sản phẩm của công ty. Bởi Disney không thể "mang tới cho tâm hồn cô đơn sống trong bóng đêm của ông một tầm vóc đáng kể", Burton rời hãng phim năm 1984, và tiếp tục sản xuất các bộ phim có doanh thu lớn như Beetlejuice và Batman.

Đạo diễn Henry Selick (trái) và nhà sản xuất Tim Burton (phải) trên trường quay của phim Nightmare Before Christmas.

Qua nhiều năm, Burton vẫn không ngừng suy nghĩ về dựa án này. Năm 1990, Burton nhận ra rằng Disney vẫn còn sở hữu quyền sản xuất phim của ông. Ông và Selick quyết tâm sản xuất một bộ phim dài chiếu rạp trong đó Selick sẽ làm đạo diễn. Disney đang hướng tới Nightmare "để thể hiện khả năng công nghệ và những tiến bộ trong nghệ thuật kể chuyện vốn xuất hiện trong phim Who Framed Roger Rabbit." Nightmare đánh dấu bộ phim thứ ba liên tiếp của Burton lấy bối cảnh Giáng sinh. Burton không thể đạo diễn bởi ông đã tham gia bộ phim Batman Returns và ông cũng không muốn vướng bận với "quy trình chậm chạp và vất vả của kỹ thuật stop motion". Để chuyển thể bài thơ của mình thành một kịch bản, Burton tiếp cận Michael McDowell, cộng tác viên của ông trong dự án Beetlejuice. McDowell và Burton có những khác biệt về sáng tạo, một trong số đó đã thuyết phục Burton làm một bộ phim nhạc kịch với phần nhạc và lời do Danny Elfman, một cộng tác viên thường xuyên của ông, đảm trách. Elfman và Burton vạch ra mạch truyện thô và hai phần ba số bài hát trong phim, trong khi đó Selick và đội của ông bắt đầu sản xuất từ tháng 7 năm 1991 tại San Francisco, California với đoàn làm phim gồm 120 nhân viên, tạo ra 20 bối cảnh khác nhau phục vụ cho quá trình quay phim. Joe Ranft được mời từ Disney sang với vai trò giám sát bảng truyện, còn Eric Leighton được mời sang với vai trò giám sát hoạt hình. Ở thời điểm đỉnh điểm của quá trình sản xuất, 20 bối cảnh khác nhau được sử dụng cùng một lúc để quay phim. Tổng cộng, đã có 109.440 bức hình được chụp để sản xuất bộ phim.
Elfman kể lại rằng việc sáng tác mười ca khúc cho phim Nightmare là "một wrong những việc dễ nhất tôi từng làm. Tôi có nhiều điểm tương đồng với Jack Skellington." Caroline Thompson lúc ấy vẫn còn chưa được mời viết kịch bản. Nói về kịch bản của Thompson, Selick kể, "có rất ít lời thoại do Caroline viết. Cô ấy bận rộn với nhiều dự án him khác và chúng tôi phải liên tục chỉnh sửa, tái cấu trúc và phát triển hình nảh cho bộ phim." Các tác phẩm của Ray Harryhausen, Ladislas Starevich, Edward Gorey, Charles Addams, Jan Lenica, Francis Bacon và Wassily Kandinsky có những ảnh hưởng nhất định tới các nhà làm phim. Selick miêu tả quá trình thiết kế sản xuất giống như một cuốn truyện tranh gấp. Thêm vào đó, Selick phát biểu, "Khi chúng tôi tới thị trấn Halloween, mọi thứ hoàn toàn là chủ nghĩa biểu hiện Đức. Khi Jack tới thị trấn Giáng sinh, đó là một trường đoạn theo phong cách Tiến sĩ Seuss quá đáng. Cuối cùng, khi Jack phát quà ở 'Thế giới thực', mọi thứ đều rất đơn giản, gọn gàng và được sắp xếp một cách hoàn hảo."
Nói về công việc đạo diễn bộ phim, Selick kể, "Mặc dù anh ấy [Burton] là người đẻ ra quả trứng, nhưng tôi mới là người ngồi lên và ấp nó. Anh ấy không trực tiếp làm mọi việc trong suốt quá trình sản xuất phim, nhưng anh ấy vẫn luôn đặt một tay vào đó. Công việc của tôi là làm cho bộ phim này giống như 'một bộ phim của Tim Burton', vốn cũng không khác phong cách của tôi là mấy." Khi được hỏi về sự đóng góp của Burton trong phim, Selick nói, "Tôi không muốn hạn chế vai trò của Tim, nhưng lúc ấy anh không có mặt ở San Francisco. Trong hai năm anh ấy chỉ có mặt năm lần, và dành tổng cộng không quá tám hay mười ngày cho bộ phim." Walt Disney Feature Animation hỗ trợ họ với việc sử dụng hoạt hình truyền thống lớp thứ hai. Burton cũng cảm thấy quá trình sản xuất bộ phim này với ông tương đối khó khăn bởi lúc đó ông đang đạo diễn tác Batman Returns và trong quá trình sản xuất tiền kỳ của bộ phim Ed Wood.

### Thiết kế nhân vật
Các nhà làm phim dựng lên 227 con rối để thể hiện các nhân vật trong phim, trong đó riêng Jack Skellington có "khoảng bốn trăm cái đầu", cho phép nhân vật biểu hiện gần như mọi cảm xúc có. Cử động miệng của Sally "được hoạt hoạ thông qua phương pháp thay thế. Trong quá trình hoạt hoạ, [...] 'mặt nạ' của Sally chỉ được gỡ bỏ khi cần phải bảo toàn thứ tự bộ tóc đỏ dài của cô. Sally có mười loại khuôn mặt, mỗi cái được làm với mười một dạng biểu hiện khác nhau (ví dụ như mắt mở và đóng, và nhiều cử chỉ mặt khác) và khớp cử động miệng với lời."
Con rối stop motion của Jack Skellington được dung lại trong phim James and the Giant Peach (cũng do Selick làm đạo diễn) trong vai một thuyền trưởng cướp biển bị chết.

### Quảng bá
Những người sở hữu nhượng quyền thương hiệu phim đã tiến hành một chiến dịch quảng bá sâu rộng các nhân vật trong phim thông qua nhiều phương tiện truyền thông khác nhau. Các chủ sở hữu nhượng quyền này đã tổ chức một chiến dịch truyền thông quy mô cho các nhân vật này trên nhiều phương tiện truyền thông khác nhau. Ngoài việc xuất hiện tại khu Kỳ nghỉ ở Ngôi nhà ma ám tại Disneyland, các nhân vật trong phim gồm Jack Skellington, Sally, Pajama Jack và Thị trưởng đã được sản xuất thành các búp bê Bendies, trong khi đó Jack và Sally thậm chí còn xuất hiện dưới dạng tranh vẽ. Hơn nữa, Sally còn được làm thành đồ chơi chuyển động và nhiều trang phục Halloween đã được sản xuất dựa trên nhân vật. Nhân vật Jack Skellington xuất hiện trong trò chơi điện tử Disney Infinity, cho phép chơi ở chế "Toy Box Mode". Jack cũng là nhân vật tiêu đề trong truyện ngắn "Tim Burton's The Nightmare Before Christmas: Jack's Story".
Jim Edwards cho rằng "Phim hoạt hình của Tim Burton The Nightmare Before Christmas thực sự là một bộ phim về ngành kinh doanh quảng bá. Nhân vật chính của bộ phim, Jack Skellington, là vị Tổng giám đốc quảng bá (CMO) của một công ty thành đạt, anh cho rằng thành công của mình quá nhàm chán và mong muốn thực hiện một kế hoạch kinh doanh mới."

## Nhạc phim
Album nhạc phim được phát hành năm 1993 bởi Walt Disney Records. Trong lần phát hành lại năm 2006 của bộ phim với định dạng Disney Digital 3-D, một phiên bản đặc biệt của album đã được phát hành, trong đó có một đĩa bổ sung gồm các bản cover những ca khúc trong phim do Fall Out Boy, Panic! at the Disco, Marilyn Manson, Fiona Apple, và She Wants Revenge thể hiện. Bốn đoạn băng demo gốc do Elfman thực hiện cũng được phát hành. Ngày 30 tháng 9 năm 2008, Disney phát hành album hát lại có tên gọi Nightmare Revisited, với sự tham gia của các ca sĩ Amy Lee, Flyleaf, Korn, Rise Against, Plain White T's, The All-American Rejects, và nhiều nghệ sĩ nữa.
Ban nhạc gothic rock người Mỹ London After Midnight cover lại ca khúc "Sally's Song" trong album năm 1998 Oddities của họ.
LiLi Roquelin cover lại "Sally's Song" bằng tiếng Pháp và phát hành nó trong album của cô Will you hate the rest of the world or will you renew your life? năm 2010.
Một album nhạc phim khác được ra mắt năm 2003 là đĩa CD Disneyland Haunted Mansion Holiday CD. Mặc dù hầu hết không phải là các ca khúc gốc trong phim, có một bài trên đĩa CD là sự tổng hợp của các bài hát "Making Christmas", "What's This?", và "Kidnap the Santy Claws". Các ca khúc còn lại là những bài hát dịp lễ hội được sửa đổi để phù hợp với chủ đề của phim. Bài hát cuối cùng trong đĩa là nhạc nền của trò chơi Disneyland Kì nghỉ ở Ngôi nhà ma ám.

## Phát hành
Disney quyết định phát hành bộ phim dưới thương hiệu Touchstone Pictures bởi họ cho rằng bộ phim "quá u tối và đáng sợ đối với trẻ em", Selick nhớ lại. "Nỗi lo lớn nhất của họ, và lý do tại sao dự án này chỉ được xếp ở hàng thứ yếu, là bởi vì họ cho rằng đối tượng khán giả chính của họ không thích bộ phim này và sẽ không tới xem." Để giúp quản bá bộ phim, "Nó được phát hành dưới tên gọi Phim The Nightmare Before Christmas của Tim Burton," Burton giải thích. "Nhưng cuối cùng nó giống một tên thương hiệu hơn, tôi không rõ việc đó lắm." Phim ra mắt tại Liên hoan phim New York vào ngày 9 tháng 10.

### Giải trí gia đình
Với doanh thu băng đĩa thành công, Nightmare được liệt vào hàng phim đình đám. Touchstone Home Video lần đầu tiên phát hành bộ phim trên băng VHS vào ngày 30 tháng 9 năm 1994 và trên đĩa DVD vào ngày 2 tháng 12 năm 1997. Bản đĩa DVD không có nội dung đặc biệt nào. Nightmare được phát hành lần thứ hai vào ngày 3 tháng 10 năm 2000 dưới dạng một phiên bản đặc biệt. Bản phát hành này chứa một bài bình luận của Selick và nhà quay phim Pete Kozachik, một phim tài liệu dài 28 phút nói về quá trình làm phim, một bộ sưu tập các bản vẽ khái niệm, bảng truyện, trường quay thử nghiệm và các cảnh quay đã bị xóa bỏ. Các phim Vincent và Frankenweenie cũng được đính kèm trong phiên bản này.
Walt Disney Studios Home Entertainment phát hành bộ phim trên đĩa DVD (lần tiếp theo) và đĩa Blu-ray (lần đầu tiên) vào tháng 8 năm 2008 dưới dạng "phiên bản dành cho người sưu tập" gồm 2 đĩa đã được remaster kỹ thuật số, cùng với những thành phần mở rộng tương tự như lần trước.
Walt Disney Studios Home Entertainment phát hành The Nightmare Before Christmas dưới định dạng Blu-ray 3D vào ngày 30 tháng 8 năm 2011. Phiên bản này là một gói combo ba đĩa gồm một đĩa Blu-ray 3D, một đĩa Blu-ray thường và một DVD chứa cả nội dung DVD và một bản sao kỹ thuật số của phim.

## Đón nhận

### Đánh giá chuyên môn
Bộ phim khi mới ra mắt nhận được đánh giá tương đối tốt từ các nhà phê bình; từ đó về sau các đánh giá thậm chí ngày càng trở nên tích cực hơn. Trên Rotten Tomatoes, bộ phim nhận được 95% phản hồi tích cực dựa trên 94 bài phê bình, với điểm số trung bình là 8,2/10. Lời nhận xét chung của trang này viết "The Nightmare Before Christmas là một tác phẩm nguyên bản tuyệt vời với hình ảnh độc đáo của công nghệ hoạt hình stop motion." Trên Metacritic bộ phim được chấm 82 trên 100 điểm dựa trên 31 bài phê bình, với đánh giá "nhìn chung là tích cực". Roger Ebert có một bài đánh giá rất tích cực dành cho Nightmare. Ebert tin rằng hiệu ứng hình ảnh của bộ phim có tính cách mạng không kém gì Chiến tranh giữa các vì sao, bởi rằng Nightmare "tràn đầy trí tưởng tượng đã đưa chúng ta tới một thế giới hoàn toàn mới".
Peter Travers của tạp chí Rolling Stone gọi đây là sự phục hồi của "tính nguyên bản và sự táo bạo của thể loại Halloween. Sự pha trộn tuyệt vời giữa vui nhộn và sợ hãi đã phá tan quan niệm rằng hoạt hình chỉ dành cho trẻ em... Đó là 74 phút của phép thuật điện ảnh xuyên thời gian." James Berardinelli cho rằng "The Nightmare Before Christmas là dành cho tất cả mọi người. Với trẻ em, đó là một câu chuyện kì ảo nói về hai lễ hội. Với người lớn, đó là cơ hội để thưởng thức một tác phẩm giải trí nhẹ nhàng và thán phục trước sự thuần thục của công nghệ hoạt hình này tại Hollywood. Có những ca khúc, những tiếng cười và cả một chút lãng mạn. Nói ngắn gọn, The Nightmare Before Christmas đã làm được những gì mà nó đáng phải làm: giải trí." Desson Thomson của tờ The Washington Post thán phục những chi tiết rất phong cách trong phim có nét tương đồng với Oscar Wilde, Chủ nghĩa biểu hiện Đức, anh em Grimm và The Cabinet of Dr. Caligari.
Michael A. Morrison bàn về ảnh hưởng của How the Grinch Stole Christmas! của Dr. Seuss tới bộ phim, cho rằng Jack tương đồng với nhân vật Grinch và Zero tương đồng với Max, chú chó của Grinch. Philip Nel cho rằng bộ phim "thử thách trí thông minh của người lớn thông qua các nhân vật dễ đánh lừa người xem", làm nổi bật sự tương phản giữa Jack, "kẻ lừa bịp tốt" so với Oogie Boogie, ông cũng so sánh với nhân vật Dr. Terwilliker của Dr. Seuss và gọi đó là kẻ lừa bịp xấu.Entertainment Weekly đưa tin rằng phản hồi của những người hâm mộ bộ phim có thể nói là cuồng nhiệt; tạp chí này dẫn trường hợp của Laurie và Myk Rudnick, cặp đôi mà "độ cuồng nhiệt của họ với bộ phim quá lớn đến nỗi... họ đặt luôn tên con trai mình theo một người có thật mà một nhân vật trong phim được lấy ý tưởng từ người đó." Sự cuồng nhiệt với các nhân vật trong phim cũng đã lan rộng từ Bắc Mỹ sang Nhật Bản.
Yvonne Tasker lưu ý rằng "việc xây dựng tính cách nhân vật phức tạp trong The Nightmare Before Christmas". Gần đây nhất, bộ phim đứng thứ nhất trong danh sách "25 phim về đề tài Giáng sinh hay nhất" của trang Rotten Tomatoes.
Danny Elfman lo ngại tính cách của nhân vật Oogie Boogie có thể bị Hiệp hội Quốc gia Hoa Kỳ vì sự tiến bộ của người da màu (NAACP). Những dự đoán của Elfman đã trở thành sự thật; tuy nhiên, đạo diễn Henry Selick phát biểu rằng nhân vật của ông lấy cảm hứng từ bộ phim hoạt hình The Old Man of the Mountain của Betty Boop. "Cab Calloway cũng sẽ nhảy điệu jazz không thể bắt chước được của ông và hát 'Minnie the Moocher' hay 'Old Man of the Mountain', và họ sẽ lần theo ông, biến ông thành một nhân vật hoạt hình, biến ông ta thành một con vật, chẳng hạn như một con moóc," Selick tiếp tục. "Tôi nghĩ đó là một vài trong số những khoảnh khắc sáng tạo nhất trong lịch sự hoạt hình, và không phân biệt chủng tộc một tí nào, dù đôi lúc anh ấy là người xấu. Chúng tôi nói chuyện với Ken Page, một ca sĩ người da đen, và anh ta không cảm thấy khó chịu chút nào".
Nightmare đã truyền cảm hứng cho một số trò chơi điện tử ăn theo, trong đó có Oogie's Revenge và The Pumpkin King và là một trong số rất nhiều nhượng quyền truyền thông của Disney xuất hiện trong series Kingdom Hearts. Một trò chơi tráo bài cũng được sản xuất. Kể từ năm 2001, Disneyland đã xây dựng điểm tham quan Kỳ nghỉ tại Biệt thự ma ám dựa theo chủ đề của Nightmare Before Christmas.

### Doanh thu phòng vé
Vào thời điểm bộ phim được phát hành, giám đốc Disey David Hoberman từng nói, "Tôi hy vọng Nightmare có thể mang về doanh thu đột phá. Nếu được thì tuyệt. Còn nếu không, điều đó sẽ không làm giảm giá trị thành quả của cả đoàn làm phim. Kinh phí làm phim ít hơn các bom tấn khác của Disney vậy nên nó không cần phải đạt doanh thu như Aladdin mới khiến chúng tôi hài lòng." The Nightmare Before Christmas được phát hành hạn chế vào ngày 15 tháng 10 năm 1993 trước khi chính thức ra mắt vào ngày 29 tháng 10. Phim thu về 50 triệu USD ở Hoa Kỳ trong lần đầu tiên phát hành.
Vào ngày 20 tháng 10 năm 2006, Walt Disney Pictures phát hành lại Nightmare (không còn dưới nhãn hiệu Touchstone nữa) được chuyển đổi sang định dạng Disney Digital 3-D. Industrial Light & Magic hỗ trợ quá trình thực hiện. Nó mang về thêm 8,7 triệu USD doanh thu nữa. Kể từ đó, phiên bản 3D của Nightmare được phát hành lại hàng năm vào tháng 10. Các lần phát hành lại năm 2007 và 2008 mang về lần lượt 14,5 triệu USD và 1,1 triệu USD, nâng tổng doanh thu phim lên 75 triệu USD. Rạp El Capitanở Hollywood, California chiếu lại bộ phim này ở định dạng 4D vào tháng 10 hàng năm, kết thúc vào dịp lễ Halloween, kể từ năm 2010. Các lần phát hành lại này đã dẫn đến một trào lưu phim 3D và phát triển lên định dạng RealD Cinema.

### Giải thưởng
Bộ phim được đề cử ở hai hạng mục Giải Oscar cho hiệu ứng hình ảnh xuất sắc nhất và Giải Hugo cho tác phẩm trình diễn chính kịch xuất sắc nhất. Nightmare giành Giải Sao Thổ cho phim giả tưởng xuất sắc nhất, trong đó Elfman giành Giải Sao Thổ cho nhạc phim hay nhất. Selick và các họa sĩ hoạt hình cũng được đề cử. Elfman còn được đề cử Giải Quả cầu vàng cho nhạc phim hay nhất.
Viện phim Mỹ đề cử The Nightmare Before Christmas vào Danh sách 10 phim hoạt hình hay nhất.

## Phần tiếp theo
Năm 2001, Walt Disney Pictures bắt đầu cân nhắc sản xuất phần tiếp theo của phim, nhưng thay vì sử dụng công nghệ hoạt hình stop motion, Disney muốn dùng hoạt hình máy tính. Burton thuyết phục Disney từ bỏ ý định này. "Tôi luôn cố bảo vệ Nightmare để không sản xuất những phần tiếp theo hay một cái gì đó tương tự," Burton giải thích. "Bạn biết đấy, việc 'Jack tới thăm thế giới của Lễ Tạ ơn hoặc đại loại như vậy bởi vì tôi cảm thấy rằng bộ phim có một sự thuần khiết với chính nó và những người yêu thích nó... Lại thêm những chuyện kinh doanh và lợi nhuận nữa, nên việc bảo vệ sự thuần khiết ấy là rất quan trọng." Trò chơi điện tử The Nightmare Before Christmas: Oogie's Revenge ra mắt năm 2005 tiếp tục mạch truyện của phim, trong đó nhóm phát triển của Capcom đã làm theo lời khuyên của Tim Burton, và hợp tác với đạo diễn nghệ thuật của bộ phim ban đầu là Deane Taylor. Năm 2009, Selick nói rằng ông sẽ làm phần tiếp theo cho phim nếu ông và Burton có thể sáng tác một kịch bản hay cho nó.
Các nhân vật trong phim The Nightmare Before Christmas cũng xuất hiện trong loạt trò chơi nhập vai của Disney và Square Enix, Kingdom Hearts. Trong phần lớn các tập game này, Jack đóng vai trò người đồng hành cùng với nhân vật chính. Trong trò chơi đầu tiên, Jack tìm cách làm cho Halloween sinh động hơn bằng cách mang một trái tim do Dr. Finklestein tạo ra tới cho một Kẻ vô cảm, nhưng thí nghiệm thất bại và sau đó trái tim bị Oogie Boogie lấy đi. Trong trò Kingdom Hearts: Chain of Memories, anh giúp đỡ nhân vật chính, Sora, lấy lại trí nhớ của mình. Trong Kingdom Hearts II, có sự xuất hiện của thị trấn Halloween và những người dân ở đó, còn Jack nhóm lại ý định cướp công việc của Ông già Noel. Trong trò chơi tiền truyện Kingdom Hearts 358/2 Days, Jack tìm cảm hứng tổ chức Halloween bằng việc để ý tới những hành động của nhân vật chính, Roxas.
Từ năm 2001, điểm tham quan Ngôi nhà ma ám của Disneyland được thiết kế lại vào tháng 9 hàng năm với các nhân vật, đồ trang trí và âm nhạc từ bộ phim. Điểm tham quan này có tên gọi là Kì nghỉ ở Ngôi nhà ma ám, mở cửa qua mùa Giáng sinh. Trong trò chơi này, những người chơi sẽ tham gia vào chuyến đi của Jack, trong vai ông già Noel, tới thăm căn nhà ma ám vào dịp Giáng sinh, khiến cho lễ hội bị náo loạn.

## Các sản phẩm dựa theo phim
Trò chơi điện tử do Capcom phát triển, The Nightmare Before Christmas: Oogie's Revenge, được phát hành cho các máy PlayStation 2 và Xbox vào ngày 21 tháng 10 năm 2004 tại Nhật Bản, 30 tháng 9 năm 2005 tại châu Âu và 10 tháng 10 năm 2005 tại Bắc Mỹ. Lấy bối cảnh là những sự kiện trong phim, người chơi phải điều khiển Jack để anh đánh lại Oogie Boogie, kẻ đã hồi sinh, tiềm ngôi vương của thị trấn Halloween và lên kế hoạch thống trị tất cả các thế giới khác. Một trò chơi khác (lần này là trò chơi tiền truyện) có tên gọi The Nightmare Before Christmas: The Pumpkin King, được Tose Co., Ltd. phát triển và phát hành cho nền tảng Game Boy Advance vào năm 2005. Trò chơi Disney Infinity phát hành nhân vật Jack Skellington vào tháng 10 năm 2013.
Một trò chơi tráo đổi bài dựa trên bộ phim có tên gọi The Nightmare Before Christmas TCG được phát hành năm 2005 bởi NECA. Trò chơi do Andrew Parks và Kez Shlasnger thiết kế. Nó bao gồm một set Premiere và bốn bộ Starter dựa trên 4 nhân vật, Jack Skellington, ngài Thị trưởng, Oogie Boogie, và Tiến sĩ Finklestein. Mỗi bộ Starter gồm có một quyển luật trời, một thẻ bài Vua Bí ngô một kẻ bài Điểm bí ngô, và bộ bài gồm 48 quân. Trò chơi có bốn loại thẻ: thẻ nhân vật, thẻ địa điểm, thẻ sáng tạo và thẻ bất ngờ. Độ phổ biến của mỗi các thẻ được chia làm bốn loại: phổ biến, ít phổ biến, hiếm và rất hiếm.
Mùa thứ năm của chương trình English Performance, chương trình nhạc kịch hàng năm của lớp 11 Anh 2, Trường Trung học phổ thông chuyên Hà Nội - Amsterdam diễn ra vào ngày 16 tháng 5 năm 2015 được chuyển thể từ phim The Nightmare Before Christmas. So với bản phim gốc, kịch bản của vở kịch có một số khác biệt: Sally là con gái của ông già Noel, trong một lần đi lạc vào thị trấn Halloween đã bị các quái vật ở đây bắt cóc và giết hại. Sau đó, Sally được Tiến sĩ X tìm thấy và hồi sinh nhưng lấy đi trí nhớ; từ đấy cô trở thành người hầu trong nhà Tiến sĩ X. Nhân vật Tiến sĩ X cũng có nhiều thay đổi, từ một ông già điên trở thành một cô gái trẻ xinh đẹp, đem lòng yêu Jack. Tuy nhiên, Jack từ chối tình yêu của Tiến sĩ X mà chỉ yêu Sally, khiến cô tức giận và quay sang hợp tác với Oogie Boogie để chống lại Jack. Tiến sĩ X dùng hộp trí nhớ chứa ký ức của Sally về quá khứ trước đây để ép cô thuyết phục Jack tiến hành tổ chức Giáng sinh bất chấp rủi ro. Sau khi Jack thất bại trở về, Tiến sĩ X nói với Jack rằng Sally chính là kẻ đã cố ý hại anh, khiến Jack nổi giận. Lúc đó, Oogie Boogie bước ra định giết Jack thì Sally đã lao ra cứu anh mà chết. Jack hối hận, quyết tâm tiêu diệt Oogie Boogie. Tiến sĩ X sau đó hối hận và đã hồi sinh Sally lần nữa, trước đi rời bỏ Halloween mãi mãi.